# Fanariotas

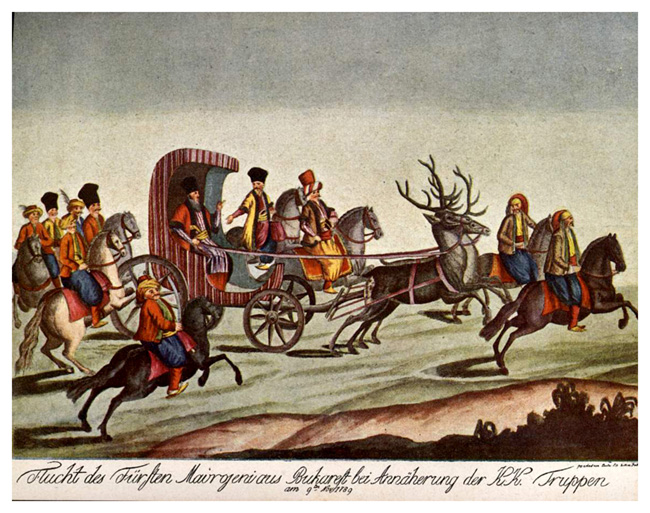
Imagen de las extravagancias atribuidas a los fanariotas: Nicholas Mavrogenes pasea por Bucarest en un carruaje tirado por ciervos (1780.)

Los fanariotas (en griego: Φαναριώτες; en turco, Fenerliler; en rumano: Fanarioţi) fueron un grupo de familias griegas prominentes que residían en Fanar (el moderno Fener), el principal barrio griego de Constantinopla, donde se encuentra situado el Patriarcado Ecuménico. Los fanariotas dominaron la administración del Patriarcado e intervinieron con frecuencia en la elección de prelados, incluso del Patriarca Ecuménico, quien tiene el estatuto de "primus inter pares" entre los obispos ortodoxos del este.
Durante el siglo XVIII, algunos miembros de estas familias, que habían acumulado grandes fortunas, accedieron a puestos de gran importancia dentro del Imperio Otomano, como el de intérprete principal de la Sublime Puerta, compartiendo con el ministro de asuntos exteriores otomano la dirección de la política exterior del imperio; como intérpretes del kaptan bajá (almirante de la flota otomana), ejerciendo funciones de gobierno en las islas de la flota otomana y también entre los años 1711-1716 y 1821, fueron nombrados "gospodaros" u hospodares (voivodas o príncipes) de los Principados Danubianos (Moldavia y Valaquia), a ese período se le llama habitualmente la "época fanariota" en la historia de Rumania.
Junto con dignatarios de la Iglesia y las personas influyentes de las provincias, los fanariotas representaron a la clase gobernante griega durante el reinado otomano, hasta la Guerra de independencia de Grecia. Durante la guerra de independencia, los fanariotas tuvieron un papel importante e influyeron en las decisiones de la Asamblea Nacional, el cuerpo representativo de los revolucionarios griegos, que se reunieron en seis ocasiones entre 1821 y 1829.

## Alza de la influencia griega en el Imperio otomano
Después de la conquista otomana de Constantinopla en 1453, cuando el sultán virtualmente reemplazó al emperador bizantino "de facto" y "de iure" entre los residentes cristianos, el patriarca ecuménico fue reconocido por el sultán como el líder nacional y religioso de los griegos y de las otras etnicidades de fe griega ortodoxa. El Patriarcado cobró mayor importancia y ocupó un papel clave entre los cristianos del Imperio, porque los otomanos no distinguían legalmente entre nacionalidad y religión, así que consideraban a todos los cristianos ortodoxos del Imperio una sola entidad.
La posición del Patriarcado en el estado otomano estimuló proyectos de renacimiento griego, centrados en la resurrección y revitalización del Imperio bizantino. El Patriarca y los dignatarios de la Iglesia constituyeron el primer centro de poder para los griegos dentro del Estado otomano, un centro que consiguió inflirtrarse en las estructuras del Imperio otomano, atrayendo también a la antigua nobleza bizantina.
Como resultado de la administración fanariota y eclesiástica, los griegos llegaron al cenit de su poder, en el siglo XVIII, convirtiéndose en la etnia más influyente entre las sometidas por el Imperio. Esto no había sido siempre así en el Imperio otomano, ya que en el siglo XVI los serbios y búlgaros fueron los más importantes en los asuntos del Estado otomano. Al contrario que los griegos, los eslavos, particularmente los serbios, fueron más receptivos a convertirse al Islam, con el propósito de gozar de todos los derechos de la ciudadanía otomana, y siempre tendieron a obtener importantes posiciones dentro del ejército.
Con el tiempo, la presencia eslava dentro de la administración llegó a ser una molestia para los líderes otomanos, ya que tendieron a ofrecer su apoyo al ejército habsburgo en el contexto de las guerras del siglo XVII. Hasta el siglo XVII, el Patriarca griego de Constantinopla llegó a ser el dirigente religioso y administrativo absoluto de los súbditos cristianos del Imperio otomano, con independencia de su origen étnico. Todos los patriarcados ortodoxos que antes habían sido independientes, incluso el Patriarcado Serbio renovado en 1557, entraron bajo la autoridad de la Iglesia Griega.
Además, desde el siglo XVII los otomanos se enfrentaron con problemas en su política exterior, y ya no era tan fácil imponer condiciones a sus vecinos; la Puerta se vio por primera vez obligada a participar en negociaciones diplomáticas. Debido a la tradición otomana de ignorar a las lenguas y culturas del Oeste de Europa, los oficiales otomanos se vieron incapaces de manejar semejantes asuntos. La Puerta designó a los griegos como embajadores, ya que eran considerados los más educados del Imperio. Como resultado, los así llamados "fanariotas", familias griegas de Constantinopla, llegaron a ocupar cargos importantes de secretarios e intérpretes para los oficiales otomanos.
Dos grupos sociales griegos emergieron y contestaron al liderato de la Iglesia Griega Estas poderosas clases sociales fueron los fanariotas en Constantinopla y los hombres influyentes de las provincias helénicas. Conforme a Constantine Paparregopoulus, importante historiador griego, los fanariotas buscaron inicialmente los cargos seculares más importantes dentro de la Corte Patriarcal, y, de esta manera, podían intervenir con frecuencia en la elección de los obispos, así como en las decisiones importantes del Patriarca. Comerciantes griegos y clérigos de origen bizantino, que habían acumulado una gran prosperidad económica e influencia política, y que llegaron a ser conocidos como "fanariotas", se asentaron en el distrito situado en el extremo noroeste de Constantinopla, que había llegado a ser crucial para los intereses griegos, después del establecimiento de la sede del Patriarca en 1461 (a poco tiempo después de que Hagia Sophia fue convertida en mezquita).

## Los fanariotas como oficiales importantes
Durante el siglo XVIII, los fanariotas emergieron como grupo hereditario clérigo-aristocrático, dirigiendo los asuntos del Patriarcado, y llegando a ser el poder político dominante en la comunidad griega de tierras del Imperio otomano. Con el tiempo, llegaron a ser un factor político muy importante dentro del Imperio, y, como agentes diplomáticos, tuvieron un papel considerable en los asuntos del Reino Unido, de Francia o del Imperio ruso.
Los fanariotas llegaron a competir por cargos administrativos otomanos muy importantes, que incluían recaudar impuestos imperiales, administrar los monopolios comerciales, trabajando con contrato en varias empresas, siendo proveedores para la Corte, e incluso dueños de los dos Principados Danubianos - Moldavia y Valaquia. Al mismo tiempo, entraron en negocios separados, adquiriendo el control sobre el comercio de trigo del Mar Negro. Los fanariotas consiguieron expandir sus actividades económicas en un principio hasta el Reino de Hungría, y después hasta todos los estados del Centro de Europa. Estas actividades intensificaron su contacto con las naciones de Occidente, familiarizándose con las lenguas y culturas europeas.
Justo antes de la Guerra de independencia de Grecia, los fanariotas se establecieron como élite política del pueblo griego. Conforme a Paparregopoulos, fue una evolución natural, dada la educación de los fanariotas y su experiencia en supervisar vastas regiones del Imperio. Además Svoronos argumentó que ellos subordinaron su identidad nacional a su identidad de clase, ya que su único propósito era conseguir la coexistencia pacífica entre el conquistador y los conquistados; Svoronos piensa que, de esa manera, los fanariotas no consiguieron enriquecer la identidad nacional griega, y perdieron terreno frente a grupos que evolucionaron gracias a su confrontación con el Imperio otomano, primeramente los kleftes y después los Armatoloi.

## El dominio fanariota en los Principados Danubianos

### Establecimiento y contrastes
Este período no debe entenderse como el comienzo de la presencia griega en los dos Principados, ya que príncipes griegos fueron nombrados ahí incluso antes del siglo XVIII. Después del fin de la época fanariota, varias familias de ascendencia fanariota, tanto en Valaquia como en Moldavia, se identificaron como rumanos, y permanecieron en la sociedad rumana - entre ellos, la familia Rosetti, cuyo miembro C.A. Rosetti llegó a representar a la causa radical y nacionalista durante la Revolución de 1848 en Valaquia, y la familia Ghica - que, a pesar de la ascendencia fanariota, llegó a ser representada en el trono de Valaquia después de 1821 por Grigore IV y Alexandru II, llamados entonces los primeros gobernantes "no fanariotas".
La atención de los fanariotas se concentró en ocupar los cargos más favorables que el Imperio podía ofrecer, y no quedaron excluidos los dos Principados Danubianos, que todavía eran relativamente ricos y autónomos - aunque pagaban tributo como estados vasallos. Muchos griegos encontraron ahí condiciones favorables para sus actividades económicas, mejores que en el contexto problemático del Imperio otomano, y también encontraron la oportunidad de adquirir poder político. Muchos pasaron a ser parte de los boyardos de Valaquia y Moldavia a través del casamiento. 
Aunque raros, no estaban excluidos los reinados de príncipes locales. Esta situación determinó a dos familias rumanas helenizadas de la nobleza, los Callimachi (inicialmente "Călmaşul") y los Racoviţă, a penetrar en el núcleo de Phanar, para facilitar y aumentar sus oportunidades de ocupar los tronos de los Principados, y más tarde mantener con éxito su posición. 
Si bien la mayoría de las fuentes estarían de acuerdo que 1711 fue el momento en el cual la erosión gradual de las instituciones tradicionales llegó a su último estado, características normalmente asociadas con la época fanariota se hicieron sentir antes de esta época. El sultán había influenciado y a veces forzado la elección de su candidato desde el siglo XV, y los boyardos extranjeros - particularmente de Grecia o del Levante mediterráneo - compitieron con los boyardos locales desde el siglo XVI. Dueños como Dumitraşcu Cantacuzino en Moldavia y George Ducas, príncipe de origen griego, en Valaquia (nacido en 1673) estuvieron obligados a renunciar a todos los miembros de sus familias, que pasaron a ser rehenes en Constantinopla. Al mismo tiempo, el tradicional sistema electivo de los Principados fue causa de largos períodos de desorden político, y estaba dominado por un pequeño número de familias ambiciosas (locales o extranjeras), que entraron en una competición violenta para los tronos y monopolizaron la propiedad de los terrenos - relevante es el ejemplo de la oposición entre las familias Craioveşti y Cantacuzino, antes de 1711.

### 1711-1715
Un cambio claro en la política estuvo determinado por el hecho de que Valaquia y Moldavia, aunque autónomas, habían entrado en un período de continuas peleas con los otomanos, debido a la insubordinación de los príncipes nativos, especialmente asociada con el ascenso del Imperio ruso con Pedro I de Rusia, y con la presencia del Imperio Habsburgo en la frontera que los Cárpatos hacían con los Principados. La disidencia de parte de los dos principados llegó a ser más peligrosa para los turcos, quienes se enfrentaban con el atractivo que suponía para la población de ahí la protección ofrecida por un Imperio ortodoxo. Esto llegó a ser evidente durante el segundo reinado de Mihai Racoviţă en Moldavia, cuando el príncipe complotó con Pedro I para derrocar al dominio otomano. De manera incidental, su sustituto, Nicholas Mavrocordatos, pasó a ser el primer fanariota oficial, en su segundo reinado en Moldavia (él también habrá de reemplazar a Ştefan Cantacuzino en Valaquia, para ser el primer dueño fanariota de ese principado). 
Un momento crucial para el cambio de la política fue la Guerra ruso-turca de 1710-1713, cuando Dimitrie Cantemir luchó de parte de Rusia, y aceptó la tutela de Rusia para su país. Después de la derrota de los rusos, Cantemir llegó al exilio, y los otomanos se encargaron de la sucesión en el trono de Moldavia, y a poco tiempo también en Valaquia - en este caso, debido a la alianza de Ştefan Cantacuzino con el comandante habsburgo Eugenio de Saboya, hacia el final de la Gran Guerra Turca.

## Características

### Dueños y séquitos

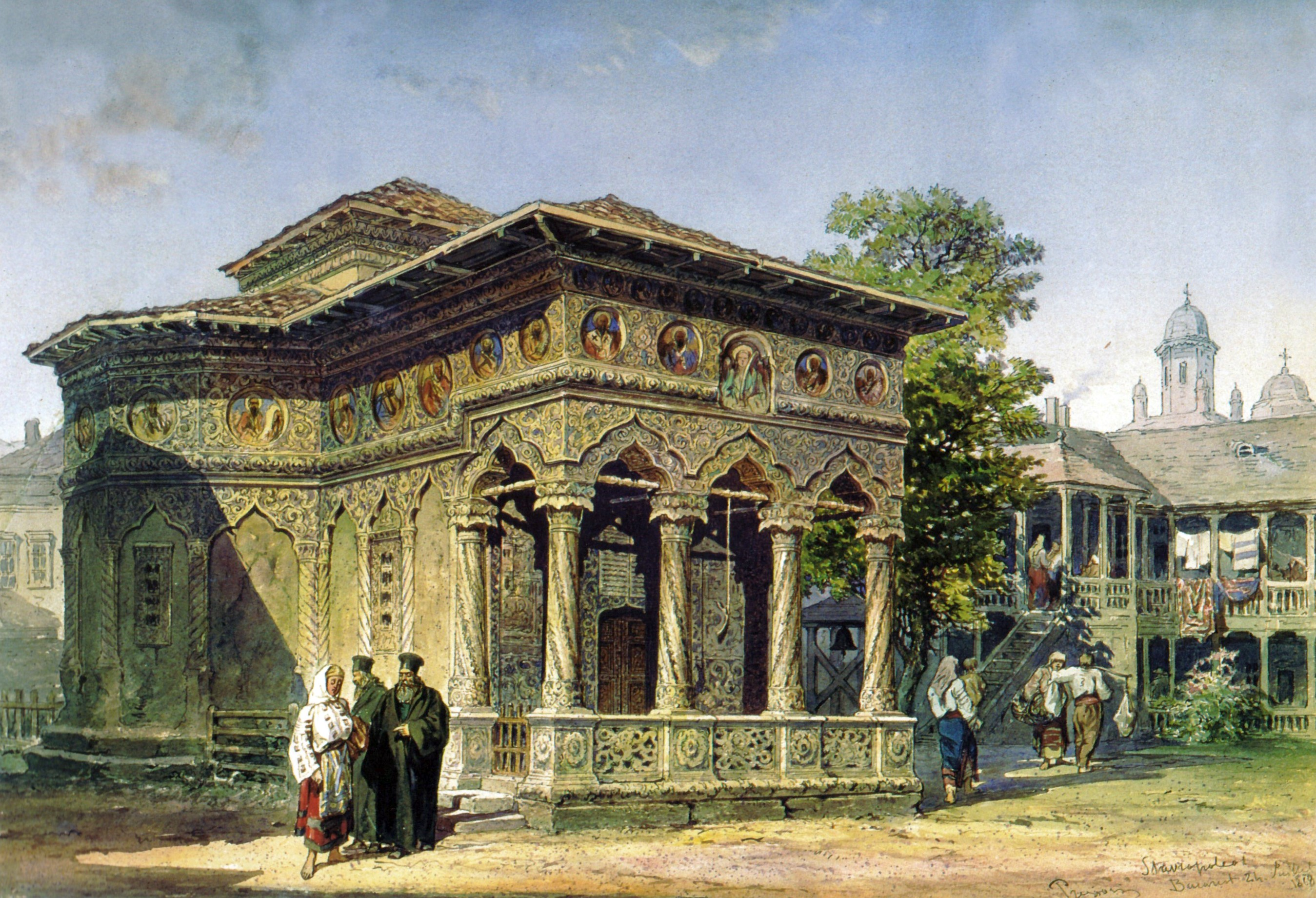
La iglesia de Stavropoleos, construida en Bucarest por Nicholas Mavrocordatos, en una litografía de 1868 de Amadeo Preziosi.

La persona subida a la dignidad de príncipe era normalmente el dragomano jefe de la Sublime Puerta, y por lo tanto era un buen conocedor de la política contamporánea y del funcionamiento del gobierno otomano.
El nuevo príncipe, quien obtenía su cargo en cambio por un soborno grande (una práctica vieja), procedía hacia el país que debía gobernar, cuya lengua la mayoría de veces no conocía en absoluto. Una vez nombrados los nuevos príncipes, estaban escoltados hasta Iași o Bucarest por séquitos compuestos por sus familias, favoritos y acreedores (de los cuales habían prestado los fondos para el soborno). El príncipe y sus hombres de confianza contaban con recuperar en poco tiempo sus deudas, y de acumular lo suficiente dinero para vivir bien para el resto de sus vidas, ya que los mandatos no solían durar mucho.
Como un total para los dos principados juntos, 31 príncipes, de 11 familias distintas, gobernaron durante la época fanariota. Muchas veces acababan exiliados o ejecutados : de los 31 príncipes, 7 sufrieron muertes violentas, y algunos fueron ejecutados en sus mismas cortes de Bucarest o Iași. La lucha para el trono podría llegar a ser tan dura, que se llegaba a asesinados dentro de la misma familia. 
Cuando, debido a numerosos casos de traición entre los príncipes, la elección quedó reducida a unas pocas familias, llegó a ser frecuente para los dueños pasar de un principado a otro : el príncipe de Valaquia, el principado más rico, debía pagar ciertas sumas para evitar un traslado a Iași, mientras que el príncipe de Moldavia solía sobornar a sus partidarios de Constantinopla con el propósito de ser nombrado en Valaquia. Por ejemplo, Constantine Mavrocordatos acumuló en total 10 mandatos en Moldavia y Valaquia. Sin embargo, acumuló deudas hacia varios acreedores, pero no hacia el sultán mismo : de hecho, las instituciones centrales del Imperio otomano generalmente parecían determinadas a mantener su dominio sobre los principados, pero no explotarles irracionalmente. En un ejemplo temprano, Ahmed III incluso ayudó a Nicholas Mavrocordatos con una suma de dinero.

### Administración y boyardos

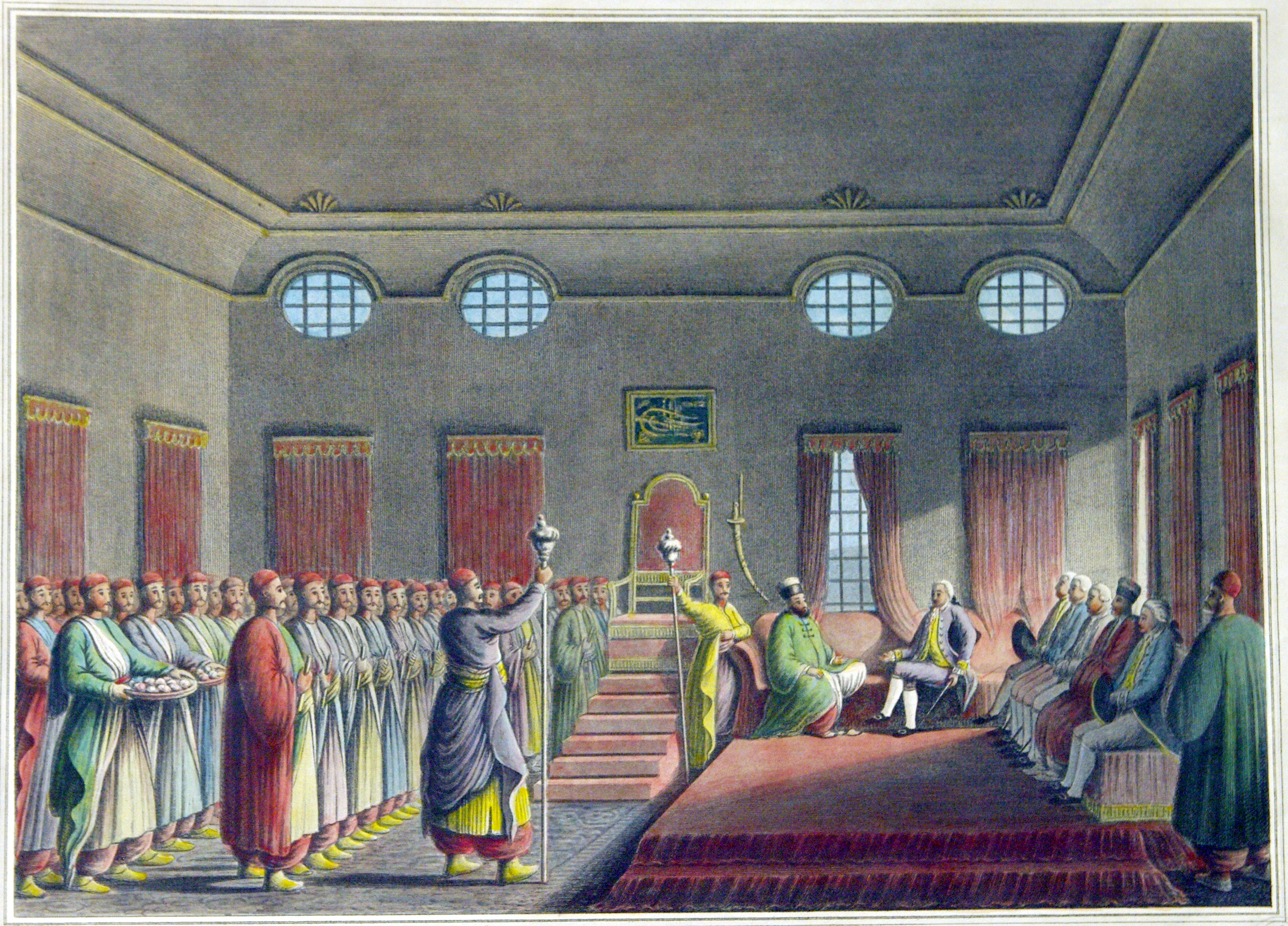
Alexander Mourousis recibiendo al embajador británico en Curtea Nouă.

La época fanariota fue inicialmente caracterizada por políticas fiscales excesivas, debidas a las necesidades otomanas y a las ambiciones de algunos de los gospodaros (quienes, conscientes de su estatuto frágil, buscaban devolver el dinero a sus acreedores, y a acumular fortunas mientras todavía tenían el poder). Para hacer los reinados lucrativos, mientras ahorraban el dinero que hacía falta para cubrir las necesidades de la Sublime Puerta (cada vez más grandes, ya que el Imperio entraba en declive), los príncipes canalizaron sus energías en el saqueo, y los habitantes, víctimas de los impuestos que aumentaban y se diversificaban, estaban a menudo condenados a la miseria. Sin embargo, los impuestos más odiados atribuidos a los fanariotas no eran todos nuevos: por ejemplo, el "văcărit" fue introducido por Iancu Sasul en 1580. 
Los efectos malignos de muchos mandatos fanariotas contrastan con los logros y proyectos de otros, como el de Constantine Mavrocordatos, quien abolió la servidumbre en 1746 en Valaquia, y en 1749 en Moldavia, y el de Alejandro Ypsilantis. Ypsilantis intentó reformar la legislación e imponer sueldos para los oficiales administrativos - en un esfuerzo para parar la reducción de fondos debida a las sumas que usaban los administradores, tanto locales como griegos, para su propio bienestar - se había llegado a la situación que ocupar un cargo era más rentable que poseer tierra. Su "Pravilniceasca condică", un código de leyes más bien moderno, causó la oposición de los boyardos.
De hecho, el propósito de mandatos como el de Ypsilantis era a menudo el mejorar de las estructuras del estado, en contra de los deseos conservadores. Documentos de la época muestran que, a pesar de los cambios de líderes y las quejas de los boyardos, cerca de 80% de los que estaban en el "Divan" (una institución que más o menos representaba a los estados del principado) eran miembros de familias con tradición local. Esto significó la tendencia de convertir en endémicos los temas sociales y económicos de los períodos anteriores, ya que el "círculo interior" de boyardos no solo conseguía bloquear las iniciativas de dueños como Alejandro Ypsilantis, sino que metían presión para no tener que pagar impuestos, y sus esfuerzos eran normalmente exitosos.
Después de que el Tratado de Küçük Kaynarca (1774) permitió a Rusia a intervenir de parte de los súbditos otomanos de fe cristiana ortodoxa, la mayoría de las presiones políticas turcas llegaron a ser ineficientes. La Sublime Puerta tuvo que hacer concesiones, con el imperativo de mantener los países como sus bienes económicos y estatrégicos: el tratado hacía cualquier aumento del tributo imposible, y entre 1774 y 1820, el tributo bajó desde 50 000 a 20 000 monedas de oro (conforme a las monedas de oro austriacas) en Valaquia, y solamente 3100 en Moldavia.
Durante el período que siguió inmediatamente después, Rusia usó sus nuevas prerrogativas con una fuerza notable: la deposición de Constantine Ypsilantis (en Valaquia) y de Alejandro Mourousis (en Moldavia) por Selim III, pedida por el embajador del Imperio francés en Turquía, Horace Sébastiani (cuya preocupación por las conspiraciones prorrusas en Bucarest llegó a ser parcialmente confirmada), constituyeron el "casus belli" para el conflicto de 1806-1812 (el general ruso Mikhail Miloradovich repuso a Ypsilantis en el trono durante su expedición militar en Valaquia). 
Gestos como estos inauguraron un período de supervisión rusa, que culminó con la administración del "Estatuto Orgánico" de los años 1830; los Principados Danubianos crecieron en importancia estratégica después de las guerras napoleónicas y el Declive del Imperio otomano, ya que los estados europeos empezaron a ser preocupados por parar la expansión rusa hacia el sur (que incluyó la anexión de Besarabia en 1812). En cambio, los consulados nuevos abiertos en los dos capitales, para asegurar la observación de la evolución de las relaciones ruso-otomanas, tuvieron un impacto indirecto sobre la economía local, ya que diplomáticos rivales empezaron a otorgar su protección y estatuto de sudit a los comerciantes que competían en los gremios locales. 
En paralelo, los boyardos empezaron una campaña de peticiones en contra del poderío de los príncipes: aunque a veces estaban direccionadas hacia la Sublime Puerta o la Monarquía Habsbúrgica, la mayoría de veces se pedía la supervisión de Rusia. Mientras hacían referencia a casos de corrupción y abusos de poder, las peticiones demostraban claramente las intenciones conservadoras de sus autores. Los boyardos tendían a referirse a "Capitulaciones" ficticias que los Principados supuestamente habían firmado con los otomanos - y pedían que los derechos estipulados ahí sean reinstaurados. También veían con sospecha los intentos reformadores de los príncipes, pretendiendo que no estaban legítimas - en propuestas alternativas (normalmente bajo la forma de propuestas de Constitución) los boyardos expresaron su deseo de establecer una república aristocrática.

## Fin y legado
La papel activo que los príncipes griegos tuvieron en las sublevaciones después de 1820 (véase Guerra de independencia de Grecia), junto con el caos provocado por la ocupación de Philikí Etaireía en Moldavia y el levantamiento de Tudor Vladimirescu en Valaquia, causó la desaparición de dueños elegidos dentro de la comunidad de Phanar. Relevante para las relaciones tensionadas entre boyardos y príncipes, la rebelión de Vladimirescu fue, para la mayoría de su duración, el resultado del compromiso entre los panduros de Oltenia y la regencia de boyardos que intentaban bloquear la ascensión de Scarlat Callimachi, el último dueño fanariota en Bucarest.
El reinado de Ioan Sturdza en Moldavia y el de Grigore IV Ghica en Valaquia son considerados las primeras del nuevo período: por lo tanto, el nuevo régimen tuvo su fin brusco con la ocupación rusa durante la guerra ruso-turca de 1828-1829, y el período resultante de influencia rusa (véase el Estatuto Orgánico). 
La condenación de los fanariotas es común en el nacionalismo rumano, a menudo asociada a la falta de confianza en los extranjeros en general. La tendencia une actitudes pro y anti-modernización : los fanariotas pueden representar elementos reaccionarios (como fueron presentados en la Rumania comunista), así como agentes del cambio brutal y oportunista, como en "La tercera epístola"  de Mihai Eminescu.

## Principales familias fanariotas
- Angeloi (Angelos/Anđelović), inicialmente una familia noble serbianizada
- Argyropoulos
- Aristarchis ††
- Athanasovici
- Ballasakis ††
- Callimachi (Călmașu), inicialmente una familia de boyardos de Rumania
- Cananos ††
- Cantacuzenus  (Cantacuzino)
- Caradjas (Caragea)
- Caratheodoris
- Caryophylis ††
- Chrisoscoleos
- Diamandis
- Dimakis ††
- Doukas
- Eupraghiotis ††
- Gherakis, de Cefalonia
- Ghica (Ghyka), inicialmente una familia arrumana/albanesa de boyardos de Macedonia
- Guliano ††
- Hrisoverghi
- Iancoleos (della Rocca) ††
- Khandjeris (Handjeri)
- Kavadas (Kavvadas), de Chios
- Lahovaris ††
- Lambrinos
- Lapithis, de Crete
- Lazaridis/Lazarević inicialmente una familia noble serbianizada
- Mamonas
- Manos
- Mavrocordatos (Mavrocordato) de Chios
- Mavrodis
- Mavrogenes †† (Mavrogenous)
- Moronas ††
- Mourousis (Moruzi)
- Musurus
- Negris ††
- Paladas ††, de Crete
- Plaginos ††
- Philanthropenoi (Philanthropenos)
- Rallis, de Chios
- Rizos Neroulos ††
- Rizos Rangavis
- Racovitza (Racoviță), familia noble rumana de Valaquia
- Rallet
- Ramadan ††
- Ramalo
- Rosettis (Ruset o Russeti)
- Scanavis
- Schinas
- Souldjaroglou ††
- Soutzos (Suțu o Sutzu)
- Tzoukis ††
- Vatatzis ††
- Venturas
- Vlachoutzis
- Vacarescu, Boyardos rumanos de Valaquia, dieron los primeros poetas a la literatura rumana[20]
- Vlastos, de Creta
- Ypsilantis (Ipsilanti)